# Hällisch-Fränkisches Museum

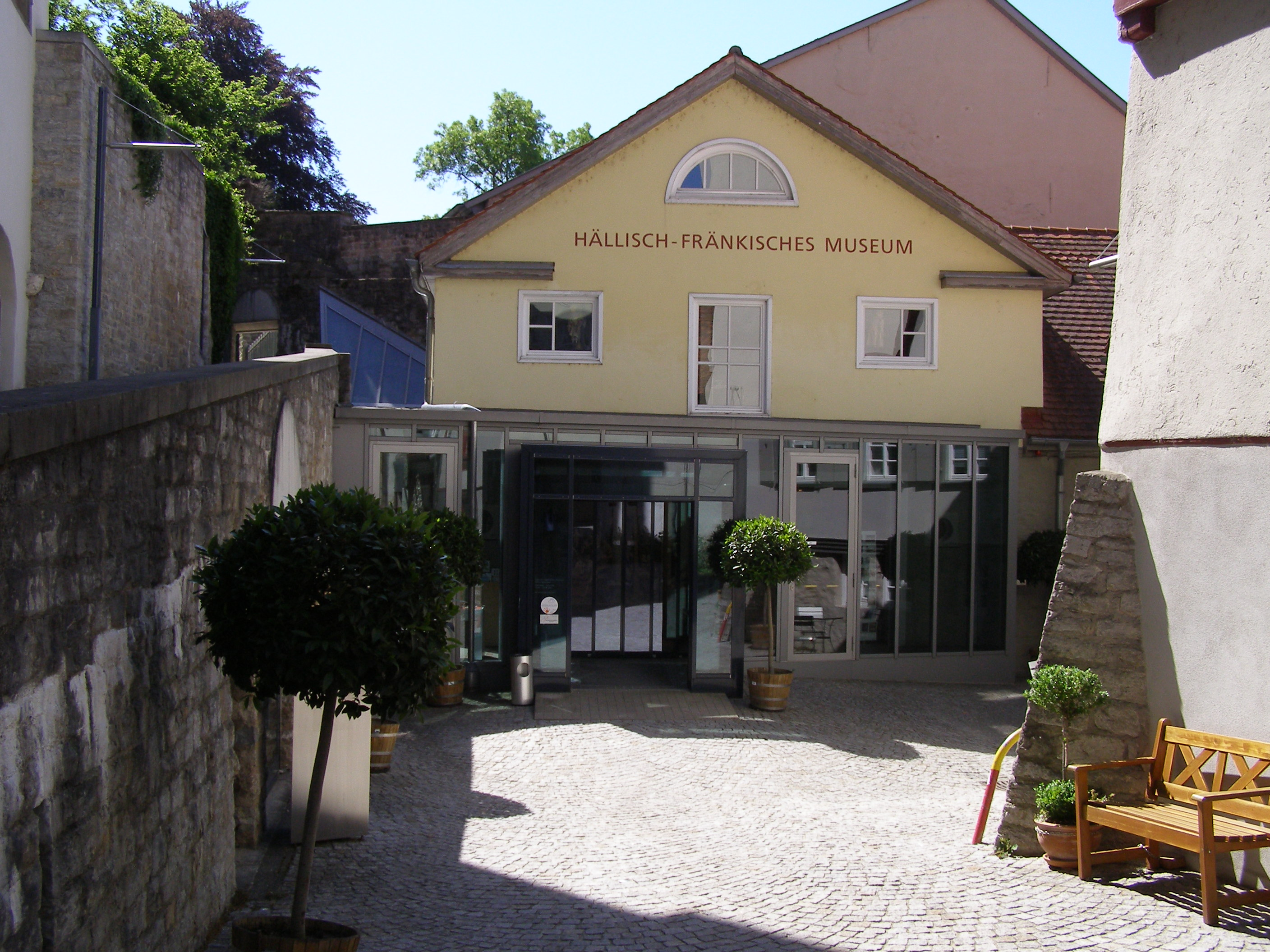
Hällisch-Fränkisches Museum, Eingangsbereich, im Mai 2011

Das Hällisch-Fränkische Museum (HFM) ist ein kunst- und kulturhistorisches Museum im Stadtkern von Schwäbisch Hall. Es präsentiert auf über 3000 m² Ausstellungsfläche Geschichte, Kunst und Kultur der ehemaligen Reichsstadt Hall und ihrer Umgebung. Leiterin des Museums ist seit Juni 2024 die Kunsthistorikerin Dinah Rottschäfer.

## Geschichte des Museums

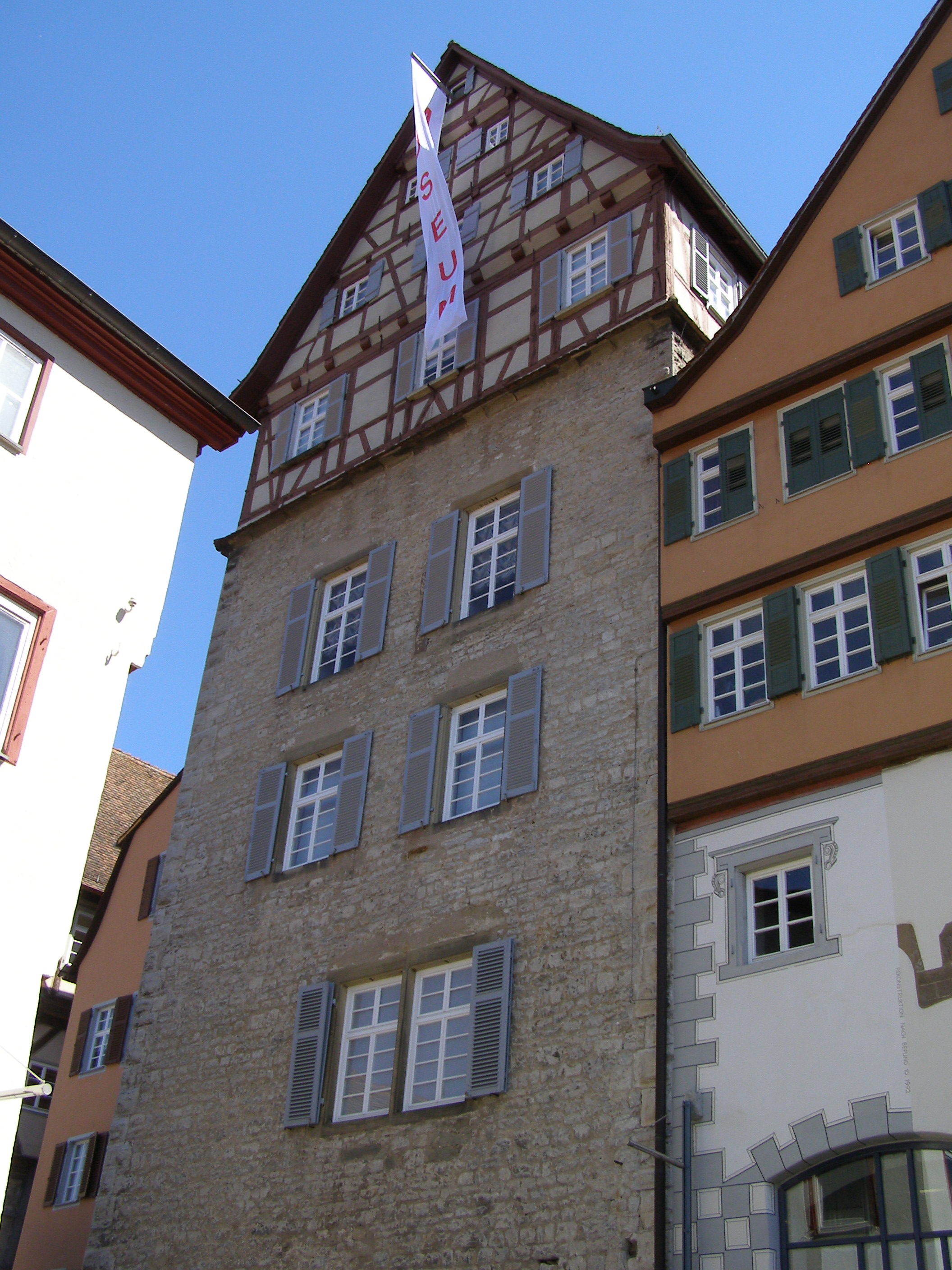
Hällisch-Fränkisches Museum, im Mai 2011

Das Museum mit seiner Sammlung geht auf die Mitte des 19. Jahrhunderts zurück. 1847 gründete sich der historische Verein für Württembergisch Franken. 1851 begann man mit dem Sammlungsaufbau. Der Vereinssitz in Künzelsau war zunächst im Künzelsauer Schloss untergebracht, wo auch der Bestand zunächst präsentiert wurde.
Seit 1872 liegen die Sammlungen in Schwäbisch Hall. Die Stadtgemeinde überließ dem historischen Verein den sogenannten Pulverturm für eine museale Nutzung, die von 1873 bis 1908 andauerte. Nach einem erneuten Umzug 1908 waren die Exponate bis 1934 im historischen Gräterhaus ausgestellt, bis sie dann 1936 ihren Platz im staufischen Wohnturm Keckenburg fanden. Die Stadt trägt die damals noch Keckenburgmuseum genannte Einrichtung mit, deshalb konnte das Museum inzwischen weitere Gebäude belegen und sich weiterentwickeln.
1986 wurde Harald Siebenmorgen als Museumsleiter gewählt, späterer Leiter des Badischen Landesmuseums. Sukzessive gestaltete er die Abteilungen des Museums neu und machte das Hällisch-Fränkische Museum zu einem Modell für die Präsentation von Stadtgeschichte. Parallel dazu führte er – auch international – beachtete Sonderausstellungen durch, so zu dem in Schwäbisch Hall tätigen Bildhauer Leonhard Kern: Meisterwerke für die Kunstkammern Europas (1988) und Folgeband Neue Forschungen zu Leonhard Kern (1989). Sonderausstellungen zu Themen der Stadtgeschichte wie „Hall im 19. Jahrhundert“ festigten den Ruf als innovatives Museum.

## Geschichte der Museumsarchitektur
Das Hällisch-Fränkische Museum ist in sieben Gebäuden untergebracht, die zwischen dem 13. und 19. Jahrhundert erbaut wurden. Das Gebäudeensemble befindet sich im südlichen, vom Stadtbrand 1728 verschont gebliebenen Viertel von Schwäbisch Hall mit seinen engen Gassen um den Keckenhof.

### Keckenburg

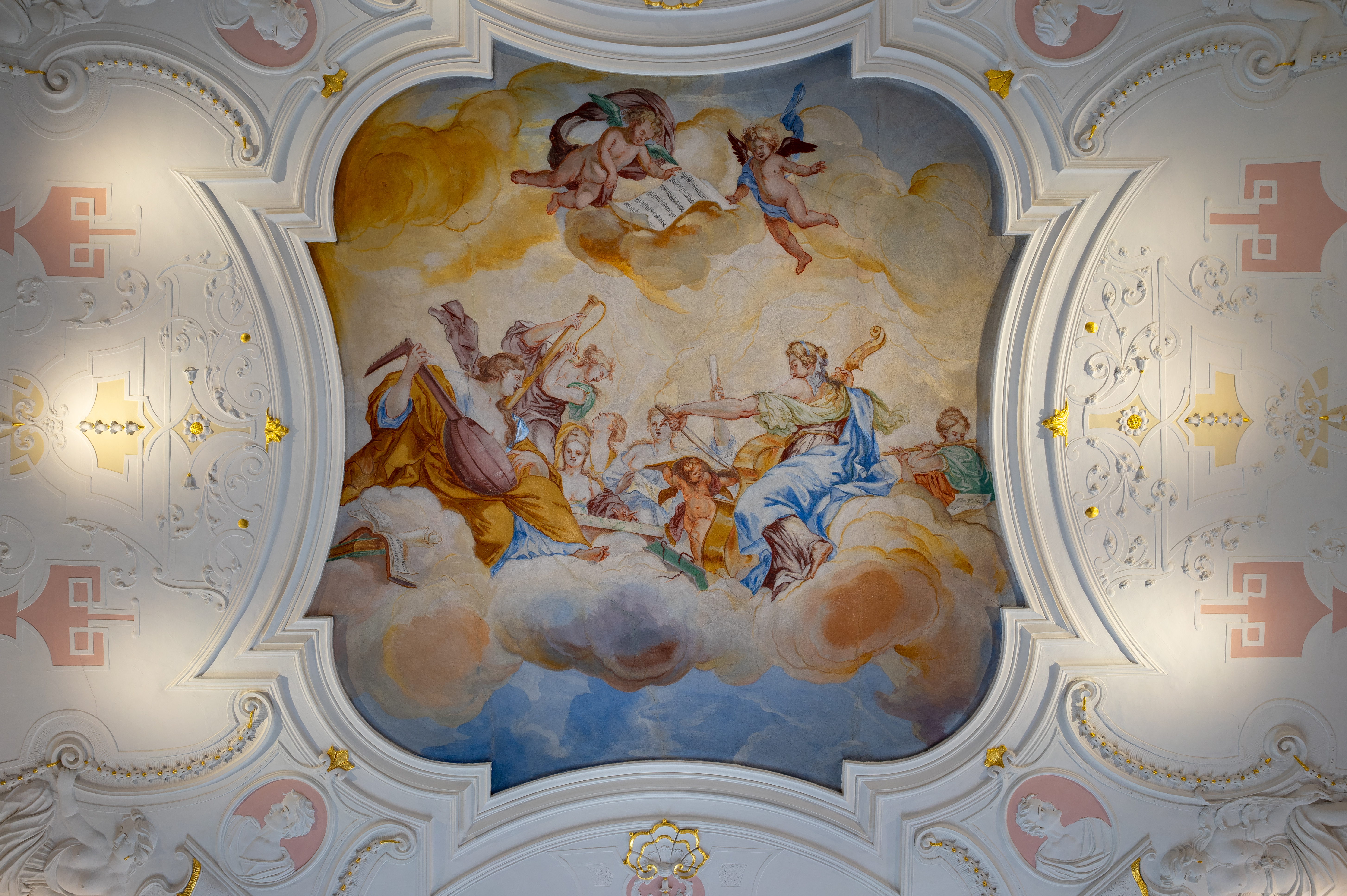
Decke des Musiksaals (um 1740)

Zentraler Bau des Komplexes ist die Keckenburg, zugleich das älteste Bauwerk. Das turmartige Steinhaus wurde um 1240 errichtet; der Fachwerkaufsatz kam 1508 hinzu. Um 1280 erfolgten räumliche Umbauten, die an den Innenstützen im Erdgeschoss und ersten Obergeschoss nachzuvollziehen sind. Spätestens mit dem Einzug der Familie Keck, nach der das Gebäude benannt wurde, diente es als wehrhafter Wohnturm. Die Kecken besaßen das Steinhaus vom 14. bis zum 16. Jahrhundert. Bemalungen am Holzwerk im Inneren des Hauses weisen auf eine farbliche Fassung aus den Jahren um 1600 hin. Zur Zeit des Barock wurde nochmals umgebaut, durch den Einbruch großer Fensteröffnungen veränderte sich der bauliche Charakter. Um 1740 modernisierten die Besitzer ihr Haus und richteten dabei einen freskierten und stuckierten Musiksaal im dritten Obergeschoss ein.

### Weitere Gebäude
Das nördlich an den Turm grenzende Wohnhaus stammt aus der zweiten Hälfte des 18. Jahrhunderts. Das danach anschließende Gebäude – ehemals das städtische Rektorat – wurde 1397 errichtet. Südlich des Keckenturms steht ein Haus, das ausweislich seines Mauersockels aus der Bauzeit des Keckenturms stammt. Der heutige Eingang nutzt ein ehemaliges Remisengebäude, das seine jetzige Gestalt um 1830 erhielt.
Zweiter Hauptbau ist die ehemalige Stadtmühle. Sie schließt im Süden an den Eingangsbereich an und steht außerhalb der ehemaligen, zum Teil noch vorhandenen Stadtmauer. Diese spätmittelalterliche Mühle hat über die Jahrhunderte viele bauliche Eingriffe und Veränderungen erfahren, sodass ihr ursprünglicher Zustand kaum noch zu bestimmen ist.
Die Umbaumaßnahmen zur Schaffung eines musealen Komplexes aus den verschiedenen Gebäuden leitete ein Architektenbüro. Der Architekt Werner Schuch wählte absichtlich neuzeitliche Materialien wie Beton, Stahl und Glas, um Altbestand und Erneuertes voneinander abzusetzen.

## Sammlung

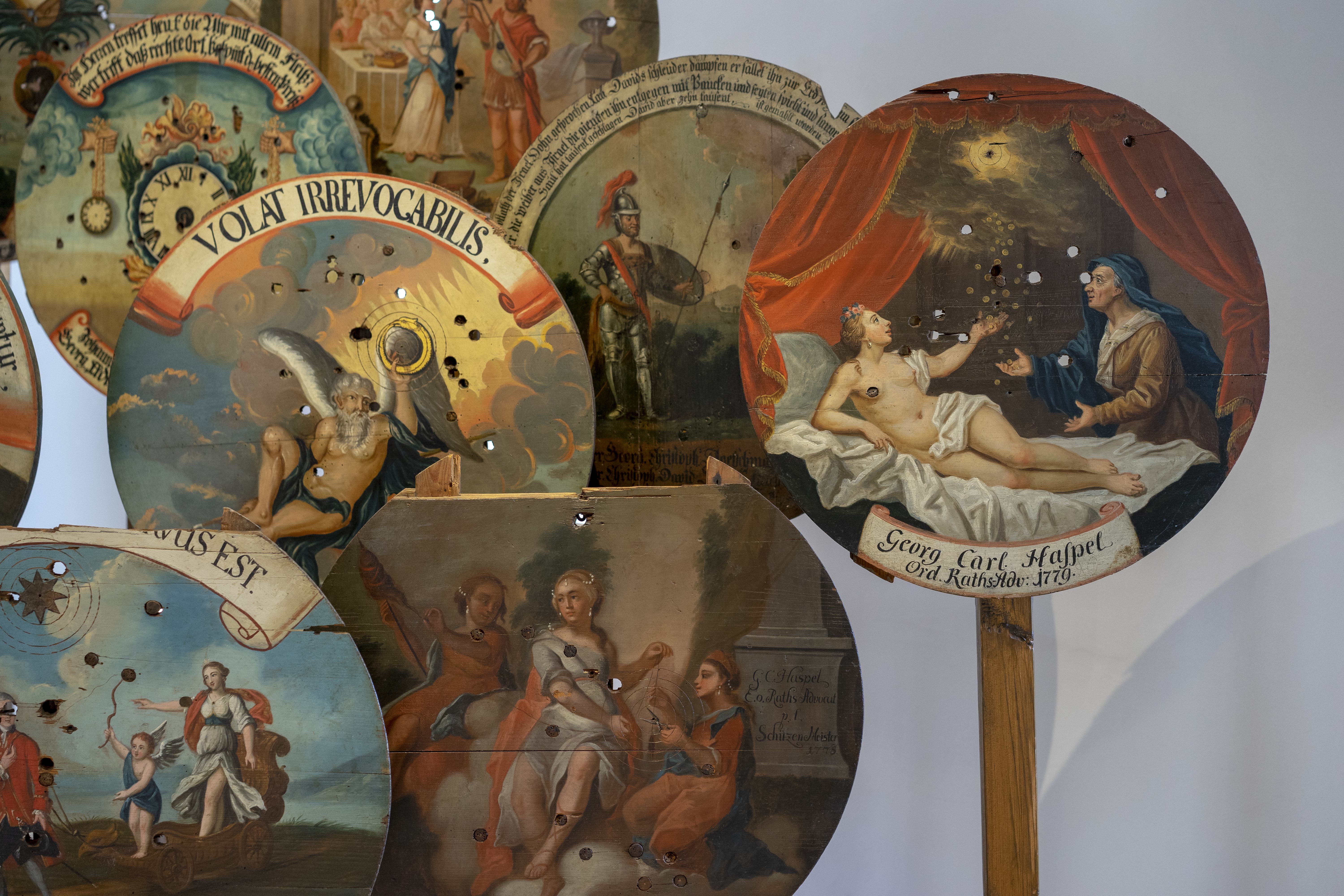
Ausschnitt aus der umfangreichen Sammlung historischer Schützenscheiben

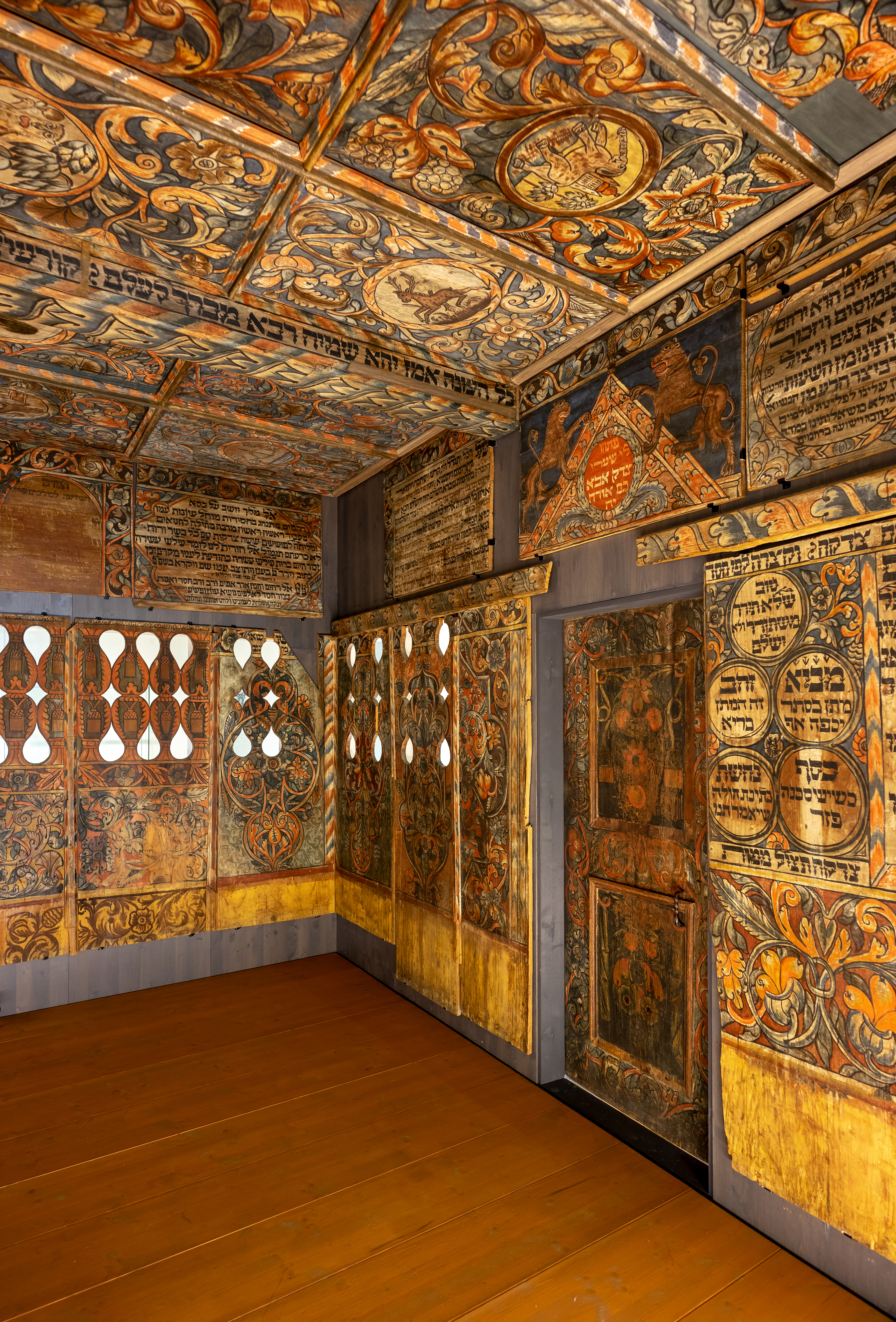
Synagogenvertäfelung des Eliezer Sussmann

Das Hällisch-Fränkische Museum behandelt die Geschichte der gesamten fränkisch-württembergischen Region. Die Satzung des Trägervereins legt ihm ein breit gefächertes Sammlungsgebiet auf, damit es dem Anspruch an ein kulturhistorisches Museum genügt. Die Sammlung enthält vorgeschichtliche, römische und alemannisch-fränkische Bodenfunde, Objekte von der mittelalterlichen Zeit bis in die Gegenwart. Die Präsentation ist chronologisch und führt von der frühen Erdgeschichte bis zur Geschichte und Kunst des 20. Jahrhunderts.
Im älteren Gebäudeteil Keckenburg werden auf mehreren Etagen die Haller Stadtgeschichte, die mittelalterliche Frömmigkeit, das barocke Leben sowie das Leben auf dem Land dargestellt. Eine kleine Abteilung widmet sich dem barocken Kleinbildhauer Leonhard Kern (1588–1662), der in Schwäbisch Hall verstarb. Erwähnenswert ist der eingebaute Tretradkran im Kellergeschoss des Keckenturms. An seinem Tretrad können die Besucher nachvollziehen, wie auf mittelalterlichen Baustellen massive Steinquader in die Höhe gezogen wurden.
Die Ausstellung in der ehemaligen Stadtmühle setzt am Ende der Reichsstadtzeit ein. Hier wird dem Panoramamaler Louis Braun (1836–1916) viel Platz gewährt, der in Hall geboren wurde und als „Vater des deutschen Panoramas“ gesehen werden kann. Die folgenden Etagen behandeln die Geschichte des 20. Jahrhunderts, im Besonderen das jüdische Leben. In dieser Abteilung ist auch die Synagogenvertäfelung der ehemaligen Unterlimpurger Synagoge ausgestellt, ein Werk des Synagogenmalers Eliezer Sussmann aus dem 18. Jahrhundert.
Neben den Dauerausstellungen gibt es im Hällisch-Fränkischen Museum jedes Jahr drei oder vier Sonderausstellungen. Außerdem bietet das HFM in der Stadtmühle regionalen Künstlern den sogenannten Wintergarten an, einen kleinen Raum, in dem sie ihre Werke ausstellen können. In einem zum Versammlungsraum ausgebauten Kellerraum gibt es zuweilen öffentliche Vorträge.